# Buchholz (Vierkirchen)

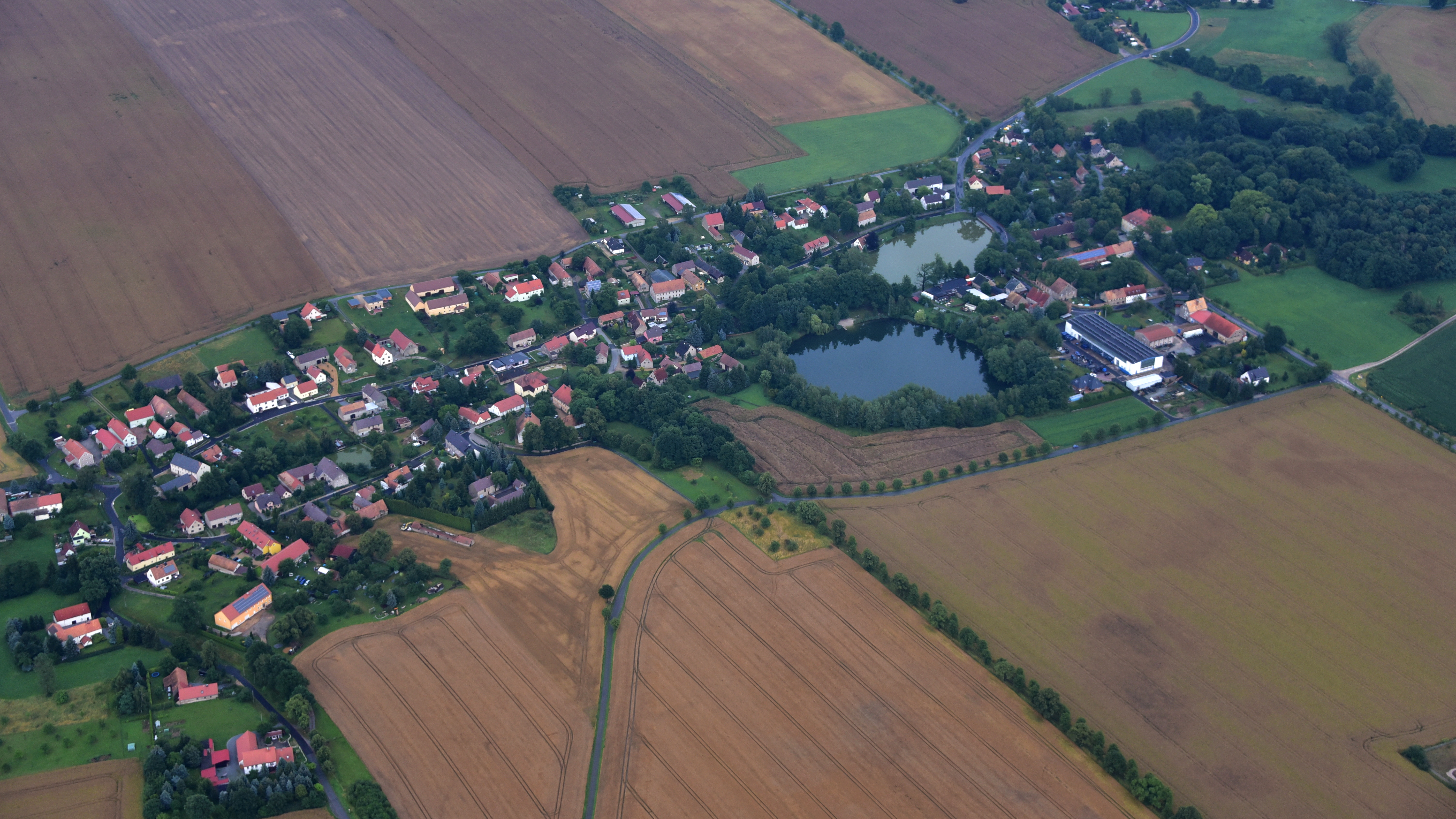
Buchholz, Luftaufnahme (2017)

Buchholz (bis 1936 Krischa, obersorbisch Křišow) ist ein Ortsteil der sächsischen Gemeinde Vierkirchen im Landkreis Görlitz. In Buchholz steht eine der vier namensgebenden Kirchen der Gemeinde.

## Geographie
Buchholz liegt westlich der Königshainer Berge und südlich der Bundesautobahn 4 (Abschnitt Bautzen–Görlitz), deren nächste Anschlussstellen sich im westlichen Weißenberg und im östlichen Nieder Seifersdorf befinden. Das Straßenangerdorf erstreckt sich beidseits eines Nebenarms des Löbauer Wassers.
Nördlich von Buchholz verlief die Grenze zwischen den preußischen Landkreisen Rothenburg und Görlitz und später zwischen den DDR-Kreisen Niesky und Görlitz-Land, im Westen verläuft die Grenze zwischen den Landkreisen Bautzen und Görlitz, die zwischen 1815 und 1945 die sächsisch-preußische Landesgrenze bildete.
Umgebende Ortschaften sind die Hohendubrauer Ortsteile Gebelzig, Jerchwitz und Thräna entlang der ehemaligen Kreisgrenze im Norden, die Vierkirchener Ortsteile Prachenau und Melaune im Osten sowie Tetta im Südosten, die Löbauer Orte Alt- und Neucunnewitz im Süden sowie Maltitz und die Stadt Weißenberg im Westen.

## Geschichte

### Ortsgeschichte
Früheisenzeitliche Grabfunde belegen eine urgeschichtliche Siedlungstätigkeit in der Gemarkung Buchholz.
Urkundlich erstmals erwähnt wurde Chrisow im Jahr 1305 im ältesten Görlitzer Stadtbuch (1305–1416). Mit Wilrich von Gusk ist bereits für das Jahr 1406 ein Grundherr namentlich überliefert. Zwischen 1422 und 1665 übte der Reichenbacher Zweig der Familie von Gersdorff die Grundherrschaft über das Dorf aus.
Die spätmittelalterliche Kirche, sie wurde im Meißener Bistumsmatrikel von 1495 erwähnt, wurde um 1617 umgebaut. Nach einem Brand im Jahr 1703, bei dem das halbe Dorf nebst Rittergut in Flammen aufging, wurde die Kirche nochmals baulich verändert. 1704 wurde dann das Pfarrhaus gebaut. Das 1693 als mehrgiebliger Fachwerkbau errichtete Herrenhaus des Rittergutes wurde 1806 in massiver Bauweise umgestaltet.
Im Jahr 1860 ließ der damalige Pfarrer ein spätmittelalterliches Steinkreuz in den Pfarrhof umsetzen. Es stand vorher an der Grenze zu Weißenberg und ist der Sage nach ein Sühnekreuz für einen dort stattgefundenen Mord. In dem Kreuz ist eine Lanze eingeritzt.
Das Rittergut, im südöstlichen Teil des Ortes in Richtung Tetta gelegen, wurde in den Jahren 1936–1938 teilweise aufgesiedelt; Ziegelei, Gärtnerei und Brennerei wurden abgetrennt und privatisiert.
Während des Zweiten Weltkrieges hatte Buchholz 32 Gefallene zu beklagen. Auf dem Kirchfriedhof mahnen die Gräber von 216 deutschen Soldaten, die zwischen dem 18. und 24. April 1945 um Buchholz und Tetta fielen. Bei diesen Kämpfen wurden auch vier Gebäude total und 11 weitere stark zerstört. Nach dem Krieg wurde im Rahmen der Bodenreform der Rest des Rittergutes enteignet und neu aufgeteilt.
Der 1874 ausgegliederte Ortsteil Tetta wurde 1974 wieder eingemeindet. Neben diesen beiden Ortsteilen umfasste die Gemeinde auch noch die in Buchholzer und Tettaer Flur liegenden Weiler Rotkretscham und Wasserkretscham.
Zum 1. Januar 1994 schlossen sich die Gemeinden Arnsdorf-Hilbersdorf, Buchholz und Melaune zur Gemeinde Vierkirchen zusammen.

### Bevölkerungsentwicklung
| Jahr | Einwohner |
| ---- | --------- |
| 1825 | 466       |
| 1871 | 808       |
| 1885 | 522       |
| 1905 | 445       |
| 1925 | 455       |
| 1939 | 513       |
| 1946 | 559       |
| 1950 | 552       |
| 1964 | 497       |
| 1971 | 424       |
| 1988 | 576       |
| 1990 | 555       |
| 1999 | 359       |
| 2002 | 322       |
| 2011 | 280       |

Im Jahr 1777 wirtschafteten in Krischa 9 besessene Mann, 11 Gärtner und 14 Häusler, eine weitere Wirtschaft stand wüst.
Durch unterschiedliche Betrachtung der Gemeinde (mit oder ohne Tetta, Rot- und Wasserkretscham) sowie unterschiedliche Erhebungsmethoden (tagesgenaue Zählung oder Mittelwertbildung mehrerer Angaben) lassen sich für Buchholz in den letzten 200 Jahren nur schwer aussagekräftige und absolute Bevölkerungswerte angeben. In der Tendenz ist jedoch erkennbar, dass im Verlauf des 19. Jahrhunderts ein Bevölkerungswachstum stattfand, dem im letzten Drittel jenes Jahrhunderts bis kurz nach der Jahrhundertwende ein Rückgang folgte. In der ersten Hälfte des 20. Jahrhunderts und besonders in den frühen Jahren nach dem Zweiten Weltkrieg wuchs die Bevölkerung wieder, fiel danach jedoch erneut ab. Auch durch die Wiedereingemeindung von Tetta wurde der Bevölkerungsrückgang nicht gestoppt.
Arnošt Muka ermittelte um 1880 unter den 518 Einwohnern 368 Sorben, was einem sorbischen Bevölkerungsanteil von 71 % entspricht. Zu dieser Zeit lag Krischa noch am östlichen Rand des zentralen sorbischen Sprachgebietes und war zusammen mit Tettau der einzige mehrheitlich sorbischsprachige Ort im Kreis Görlitz.

### Ortsname
Urkundlich erwähnte Formen des Ortsnamens sind unter anderem Chrisow (1305), Cryschow (1375), (zu) Kryssche (1461) und schließlich Krischa (1543).
Schriftlich überlieferte sorbische Namensformen sind die nach deutschem Alphabet formulierten Ksischow (1767 bei Christian Knauthe), Kschischow (1800) und Czkischo (1835), sowie nach sorbischem Alphabet Kšišow (1843) und Křischow (1920).
Der Name leitete sich wohl vom altsorbischen Wort Krišov ab, das sich auf einen Personennamen Kriš beziehen könnte. Möglicherweise handelt es sich dabei um eine Variante des christlichen Rufnamens Christian.
Der Ortsname Buchholz war 1936 eine Neuschöpfung im Rahmen der nationalsozialistischen Germanisierung zahlreicher Ortsnamen sorbischer Herkunft. Wie die meisten Orte in der bis 1945 preußischen Lausitz erhielt Buchholz seinen ursprünglichen Namen nicht zurück.

## Persönlichkeiten
- Johann Moritz von Warnsdorf (1682–1724) war ein evangelisch-pietistischer Liederdichter aus Krischa.
- Georg Moritz Broske (sorb. Jurij Brósk; 1833–1915) aus Malschwitz war von 1861 bis 1902 Pfarrer des Kirchspiels Krischa-Tetta. Er übersetzte Kirchenlieder ins Sorbische und arbeitete an einem sorbischen Wörterbuch mit.

## Sehenswürdigkeiten
Zwei Wohnstallhäuser mit erhaltenen Fachwerkobergeschossen sowie zwei frühere Häusleranwesen in Fachwerkbauweise sind als Baudenkmale ausgewiesen.
Der Jakobsweg im Abschnitt Görlitz–Weißenberg–Bautzen führt durch Buchholz.